# Tværtap
Tværtap eller Processus transversus er skeletale udspring på ryghvirvlerne. De stikker ud på hver side af hver enkelt ryghvirvel.